# 髙野由美子
髙野 由美子（たかの ゆみこ、1956年6月23日 - ）は、日本の実業家。宮崎県出身。株式会社オリエンタルランド代表取締役会長兼CEO（女性初）。株式会社ミリアルリゾートホテルズ代表取締役会長・元代表取締役社長。

## 人物
宮崎県出身。1980年、上智大学文学部卒業。同年4月、株式会社オリエンタルランドに入社。2003年、株式会社舞浜リゾートホテルズ（現・株式会社ミリアルリゾートホテルズ）代表取締役副社長。同年6月、株式会社オリエンタルランド取締役。2005年、同社取締役執行役員。2009年、同社取締役常務執行役員、株式会社ミリアルリゾートホテルズ代表取締役社長。2015年、株式会社オリエンタルランド取締役専務執行役員。2018年、株式会社ミリアルリゾートホテルズ代表取締役会長。2019年、株式会社オリエンタルランド取締役副社長執行役員。2021年、同社取締役副社長執行役員（ホテル事業・第8テーマポート推進本部管掌、経営戦略本部長・第8テーマポート推進本部長）。2023年、加賀見俊夫の後任として、同社代表取締役会長兼CEOに就任。代表取締役会長兼CEOの交代は18年ぶりで、女性として初の就任となる。
経営戦略本部長として、持続可能な社会への貢献と長期持続的な成長に向けた「オリエンタルランドグループが2030年に目指す姿」および「2024中期経営計画」の策定にあたった。また、 東京ディズニーシーリゾートの更なる魅力の向上と進化を目指した全体計画の最前線において多くの開発に携わり、東京ディズニーシー「ファンタジースプリングス」プロジェクトに構想段階から参画し、第8テーマポート推進本部長として、当該プロジェクトを強力に推進した。更には、株式会社ミリアルリゾートホテルズの要職を20年間歴任し、ホテル事業をオリエンタルランドグループの第2の柱となるまでに成長させた。

## 経歴
- 1980年3月 - 上智大学文学部卒業。
- 1980年4月 - 株式会社オリエンタルランド入社。
- 2003年5月 - 株式会社舞浜リゾートホテルズ（現・株式会社ミリアルリゾートホテルズ）代表取締役副社長。
- 2003年6月 - 株式会社オリエンタルランド取締役。
- 2005年5月 - 株式会社オリエンタルランド取締役執行役員。
- 2009年4月 - 株式会社オリエンタルランド取締役常務執行役員、株式会社ミリアルリゾートホテルズ代表取締役社長。
- 2015年4月 - 株式会社オリエンタルランド取締役専務執行役員。
- 2018年6月 - 株式会社ミリアルリゾートホテルズ代表取締役会長。
- 2019年4月 - 株式会社オリエンタルランド取締役副社長執行役員。
- 2021年7月 - 株式会社オリエンタルランド取締役副社長執行役員 (ホテル事業・第8テーマポート推進本部管掌)、経営戦略本部長・第8テーマポート推進本部長 [3]。
- 2023年6月 - 株式会社オリエンタルランド代表取締役会長兼CEO[4] (現任) 。